# Chambre de vitesse de dérive
Pour les articles homonymes, voir VDC.
Une chambre de vitesse de dérive, connu sous l'acronyme anglais VDC, est une chambre à dérive (une sorte de détecteur de particules) afin de tester le gaz en déterminant la vitesse de dérive des électrons.